# Techcenter Linz Winterhafen
Der Tech Harbor, mit seinen Standorten Techcenter und Neue Werft, gibt Unternehmen ein Zuhause, eine Homebase, die es braucht, um aus einer Vision ein starkes Unternehmen wachsen zu lassen. Beide Standorte liegen auf der DIGITAL MILE in Linz, Oberösterreich.

## Geschichte
Die Techcenter Linz-Winterhafen, Errichtungs- und Betriebsg.m.b.H. wurde 1998 gegründet. Basis war eine Machbarkeitsstudie der Technologiefirma Technopolis aus dem Jahre 1996. Das Projekt wurde von der Stadt Linz, dem Land Oberösterreich und dem Staat Österreich gestartet, um ein ideales Umfeld für innovative technologische Unternehmen zu schaffen. Dabei steht die Entwicklung eines Netzwerks erfolgreicher Unternehmer und Gründer im Mittelpunkt.

## Eigentumsverhältnisse
Der Tech Harbor, mit seinen Standorten Techcenter und Neue Werft, ist im Besitz der Business Upper Austria, der Stadt Linz und der Forschungsförderungsgesellschaft.

### Größe
Der Tech Harbor verfügt über eine gesamte vermietbare Fläche von 16.364 m². Auf die Bürogrößen kann individuell eingegangen werden. Kleine Unternehmen haben die Möglichkeit Inhouse zu wachsen und größer zu werden.

### Förderungen
EPUs und Start-ups, die im Tech Harbor einziehen, haben die Möglichkeit, die Mietzuschussförderung über die Stadt Linz zu erhalten (im ersten Jahr 50 %, im zweiten 40 % und im dritten 30 %).

### tech-lab
Seit 2005 gibt es das tech-lab im Techcenter. Ein High-Tech-Labor im Bereich Mechatronik, welches im Speziellen zur Forschung und zur Entwicklung von Prototypen verwendet werden kann. Auf einer Fläche von über 300 m² stehen Mechatronische Büros und eine Werkstatt zur gemeinschaftlichen Nutzung zur Verfügung.

### tech2b
Im Tech Harbor – am Standort Techcenter – sitzt der Oberösterreichische Start-up Inkubator tech2b. tech2b unterstützt, begleitet und beschleunigt Innovationsvorhaben am Technologiestandort Oberösterreich. Kenntnisreich, frei von eigenen Geschäftsinteressen und mit über zwanzigjähriger Erfahrung. So machen wir Ideen zu Unternehmen und bringen Unternehmen auf neue Ideen. Als Teil von hub,ert – dem „hub for entrepreneurship, research and technology“ – nutzt und bietet tech2b dafür ein leistungsfähiges Netzwerk. Darin eingeknotet sind die tech2b-Gesellschafter: Business Upper Austria, Fachhochschule OÖ, Johannes Kepler Universität Linz, Kunstuniversität Linz angehören und Wirtschaftskammer OÖ.